# 堪那耀县

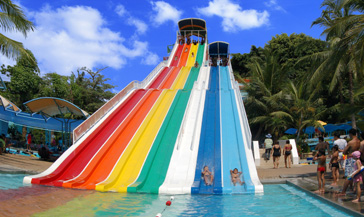
萱沙炎公园园区的滑梯。

堪那耀區（羅馬化：Khan Na Yao，泰語發音：[kʰān nāː jāːw]），为泰国曼谷的50个区之一，一共有两个副县。

## 副县
1.	Khan Na Yao（คันนายาว）

2.	Ram Inthra（รามอินทรา）

## 著名景点
- 时尚岛（英语：Fashion Island）
- 萱沙炎公园